# Lista producătorilor de laptop-uri pe țări
Aceasta este o listă a producătorilor de laptopuri ordonată pe țări.
| Steag                      | Stat          | Brand                                                                            | Note                         |
| -------------------------- | ------------- | -------------------------------------------------------------------------------- | ---------------------------- |
| Bangladesh                 | Bangladesh    | Doel                                                                             |                              |
| Bangladesh                 | Bangladesh    | Walton                                                                           |                              |
| Brazilia                   | Brazilia      | Positivo Informática – Positivo, Platinum, Aureum, Unique, Premium               |                              |
| Brazilia                   | Brazilia      | Gradiente                                                                        |                              |
| Bulgaria                   | Bulgaria      | Pravetz – 64M                                                                    |                              |
| Canada                     | Canada        | Eurocom Corporation                                                              |                              |
| Republica Populară Chineză | China         | Founder                                                                          |                              |
| Republica Populară Chineză | China         | Hasee                                                                            |                              |
| Republica Populară Chineză | China         | Huawei - Matebook                                                                |                              |
| Republica Populară Chineză | China         | Lemote                                                                           |                              |
| Republica Populară Chineză | China         | Lenovo - ThinkPad, IdeaPad, Yoga, Legion                                         | Cota de piață (2017) : 20,1% |
| Republica Populară Chineză | China         | Tongfang                                                                         |                              |
| Republica Populară Chineză | China         | Xiaomi - Mi NoteBook                                                             |                              |
| Coreea de Sud              | Coreea de Sud | LG – Gram                                                                        |                              |
| Coreea de Sud              | Coreea de Sud | Samsung Electronics – Samsung Sens                                               |                              |
| Coreea de Sud              | Coreea de Sud | TriGem – Averatec                                                                |                              |
| Croația                    | Croația       | Končar – Končar Elektronics and Informatics Inc.                                 |                              |
| Filipine                   | Filipine      | Cherry Mobile                                                                    |                              |
| Filipine                   | Filipine      | Starmobile                                                                       |                              |
| Germania                   | Germania      | Medion – Akoya                                                                   |                              |
| Germania                   | Germania      | Wortmann – Terra Mobile                                                          |                              |
| India                      | India         | iball                                                                            |                              |
| India                      | India         | Micromax Informatics                                                             |                              |
| Indonezia                  | Indonezia     | AXIOO International                                                              |                              |
| Italia                     | Italia        | Olivetti – Olibook                                                               |                              |
| Japonia                    | Japonia       | Fujitsu – LifeBook, Stylistic                                                    |                              |
| Japonia                    | Japonia       | NEC – VERSA, LaVie                                                               |                              |
| Japonia                    | Japonia       | Onkyo – SOTEC                                                                    |                              |
| Japonia                    | Japonia       | Panasonic – Toughbook, Let's Note                                                |                              |
| Japonia                    | Japonia       | Sharp – Mebius                                                                   |                              |
| Japonia                    | Japonia       | Toshiba                                                                          |                              |
| Japonia                    | Japonia       | VAIO                                                                             |                              |
| Mexic                      | Mexic         | Lanix – Lanix Portatiles, Neuron                                                 |                              |
| Mexic                      | Mexic         | Meebox – Meebox, Slate                                                           |                              |
| Polonia                    | Polonia       | Kiano                                                                            |                              |
| România                    | România       | Maguay - MyWay                                                                   |                              |
| România                    | România       | Myria                                                                            |                              |
| România                    | România       | nJoy – Aerial                                                                    |                              |
| Statele Unite ale Americii | SUA           | Apple Inc. - MacBook, MacBook Pro, MacBook Air                                   | Cota de piață (2017) : 10,0% |
| Statele Unite ale Americii | SUA           | Dell - Inspiron, Latitude, XPS, Alienware, Vostro, Dell Chromebook               | Cota de piață (2017) : 16,4% |
| Statele Unite ale Americii | SUA           | Digital Storm                                                                    |                              |
| Statele Unite ale Americii | SUA           | Everex                                                                           |                              |
| Statele Unite ale Americii | SUA           | EVGA Corporation                                                                 |                              |
| Statele Unite ale Americii | SUA           | Falcon Northwest – DRX, TLX                                                      |                              |
| Statele Unite ale Americii | SUA           | HP Inc. – HP Pavilion, HP EliteBook, HP ProBook, HP Envy, HP Omen, HP Chromebook | Cota de piață (2017) : 23,4% |
| Statele Unite ale Americii | SUA           | Google - Chromebook                                                              |                              |
| Statele Unite ale Americii | SUA           | Maingear                                                                         |                              |
| Statele Unite ale Americii | SUA           | Microsoft - Surface                                                              |                              |
| Statele Unite ale Americii | SUA           | Origin PC                                                                        |                              |
| Statele Unite ale Americii | SUA           | Razer – Blade, Blade Pro, Blade Stealth                                          |                              |
| Statele Unite ale Americii | SUA           | System76                                                                         |                              |
| Statele Unite ale Americii | SUA           | VIA – NanoBook, pc–1 Initiative                                                  |                              |
| Statele Unite ale Americii | SUA           | Vizio                                                                            |                              |
| Taiwan                     | Taiwan        | Acer - Aspire, Predator Series, TravelMate, Acer Chromebook                      | Cota de piață (2017) : 8,0%  |
| Taiwan                     | Taiwan        | Asus - ZenBook, Vivobook, ROG Series, Asus N, Asus X, Asus Chromebook            | Cota de piață (2017) : 10,0% |
| Taiwan                     | Taiwan        | Clevo                                                                            |                              |
| Taiwan                     | Taiwan        | Elitegroup Computer Systems                                                      |                              |
| Taiwan                     | Taiwan        | Getac                                                                            |                              |
| Taiwan                     | Taiwan        | Gigabyte Technology                                                              |                              |
| Taiwan                     | Taiwan        | Micro–Star International (MSI) – Megabook, Wind                                  |                              |
| Turcia                     | Turcia        | Grundig                                                                          |                              |
| Turcia                     | Turcia        | Vestel                                                                           |                              |
| Venezuela                  | Venezuela     | Siragon, C.A.                                                                    |                              |

## Vezi și
- Laptop
- Lista producătorilor de telefoane mobile pe țări